# Parque nacional Colinas Minerva

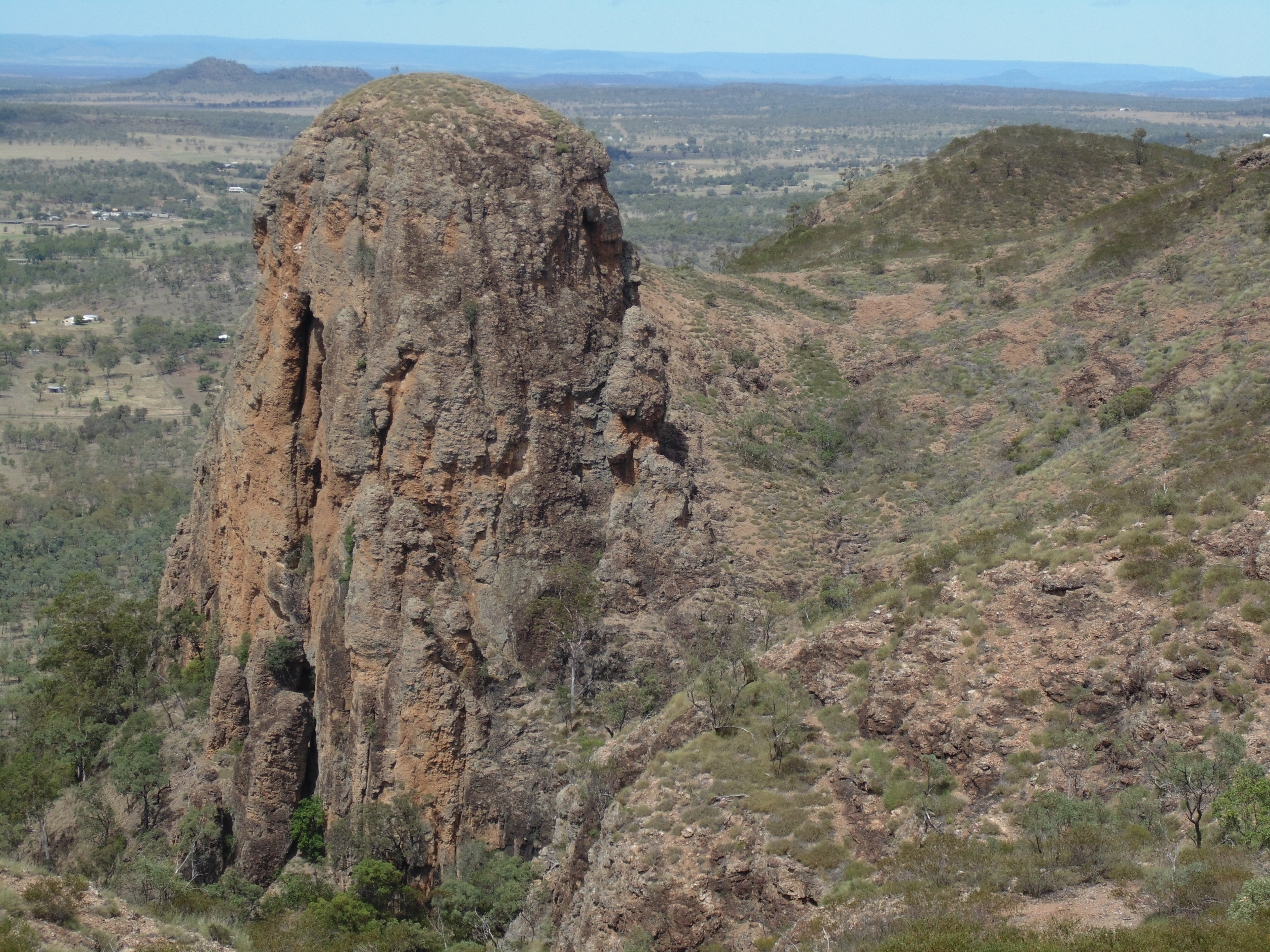
Fotografía del "Parque Nacional Colinas Minerva"

Colinas Minerva es un parque nacional en Queensland, Australia, ubicado a 626 km al noroeste de Brisbane.

## fDatos
- Área: 27,90 km²
- Coordenadas: 24°04′50″S 148°03′51″E / -24.08056, 148.06417
- Fecha de Creación: 1994
- Administración: Servicio para la Vida Salvaje de Queensland
- Categoría IUCN: II

Véase también:
- Zonas protegidas de Queensland

- Datos: Q168421
- Multimedia: Minerva Hills National Park / Q168421